# Frank Steffan

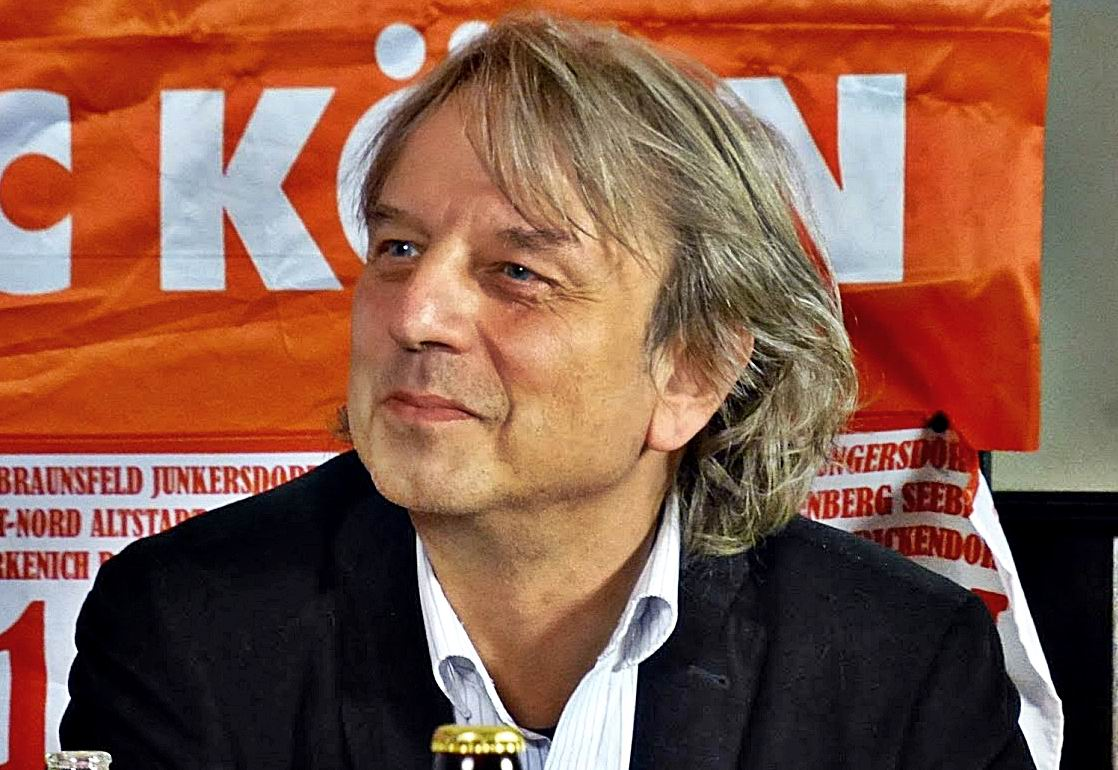
Frank Steffan (2014)

Frank Steffan (* 28. August 1957 in Köln) ist ein deutscher Autor, freier Journalist, Filmemacher und Verleger. Weiterhin war er Chefredakteur der deutschen Ausgabe des „Rolling Stone“.

## Leben
Frank Steffan war zunächst ab 1977 als freier Journalist mit Schwerpunkt Musik tätig und schrieb Artikeltexte für die Zeitschrift Musikexpress. 1981 war er erster Chefredakteur der deutschen Ausgabe des Rolling Stone. 1982 gründete er den Verlag „Edition Steffan“, der Bücher von Autoren von Howard Marks, Bodo Illgner und Astrid Benöhr publizierte. Darüber hinaus gab es die Publikationen „Heinz Flohe – Der mit dem Ball tanzte“ und das Buch „Rolling Stones – Mythos, Legende, Phänomen“. 2019 erschien sein Buch Mythos Radrennbahn. Darin wird die Zeit beschrieben, in der der 1. FC Köln seine erfolgreichsten Spiele in einem provisorischen Stadion absolvierte. Im Sommer 2022 legte Steffan zum 60-jährigen Bestehen der Rolling Stones das Buch 60 Jahre Rolling Stones – Betrachtungen einer unglaublichen Karriere vor.
2015 veröffentlichte er den Dokumentarfilm „Heinz Flohe – Der mit dem Ball tanzte“. Der Film behandelt das Leben und die Karriere des Profifußballers und Weltmeisters von 1974 Heinz Flohe, der unter tragischen Umständen im Jahr 2013 starb. Beim internationalen Fußballfilmfestival 11mm 2015 erreichte der Film den zweiten Platz beim Publikumspreis.
2019 erschien die DVD-Dokumentation „Das Double 1977/78 – Eine Zeitreise mit dem 1. FC Köln“. Der Film zeichnet die Saison 1977/78 nach. In dieser Saison gelang dem 1. FC Köln unter Trainer Hennes Weisweiler der Gewinn des DFB-Pokals und der Deutschen Meisterschaft in einer Spielzeit. Beim internationalen Fußballfilmfestival 11mm 2018 gewann der Film den Publikumspreis.

## Werke

### Bücher
- Mythos Radrennbahn – Als 1971 bis 1976 bei den Heimspielen des 1. FC Köln der Rasen brannte (2019), Verlag: Edition Steffan, 2019, ISBN 978-3-923838-85-1.
- Das Double 1977/78 – Die Dokumentation einer außergewöhnlichen Epoche. (2017), Verlag: Edition Steffan, 2017, ISBN 978-3-923838-78-3.
- Heinz Flohe – Der mit dem Ball tanzte. Verlag Edition Steffan, 2015, ISBN 978-3-923838-74-5.
- Rolling Stones – Mythos, Legende, Phänomen. Verlag Edition Steffan, 1998, ISBN 3-923838-19-0.
- „So ein Tag…“ 1. FC Köln 1963–2003. Verlag Edition Steffan, 2003, ISBN 3-923838-39-5.
- „60 Jahre Rolling Stones – Betrachtungen einer unglaublichen Karriere“, ISBN 978-3-923838-95-0

### DVDs
- Das Double 1977/78 – Eine Zeitreise mit dem 1. FC Köln. Verlag Edition Steffan, 2017, ISBN 978-3-923838-79-0.
- Heinz Flohe – Der mit dem Ball tanzte. Verlag Edition Steffan, 2015, ISBN 978-3-923838-75-2.
- FC – Der Film. Verlag Edition Steffan, 1998, ISBN 3-923838-46-8.
- Howard Marks – Der Film. Verlag Edition Steffan, 1998, ISBN 3-923838-37-9.
- KEC 40 Jahre Hailife. 2012, ISBN 978-3-923838-69-1.
- KEC Hailife. 2002, ISBN 3-923838-47-6.